# Шестикутник Сатурна

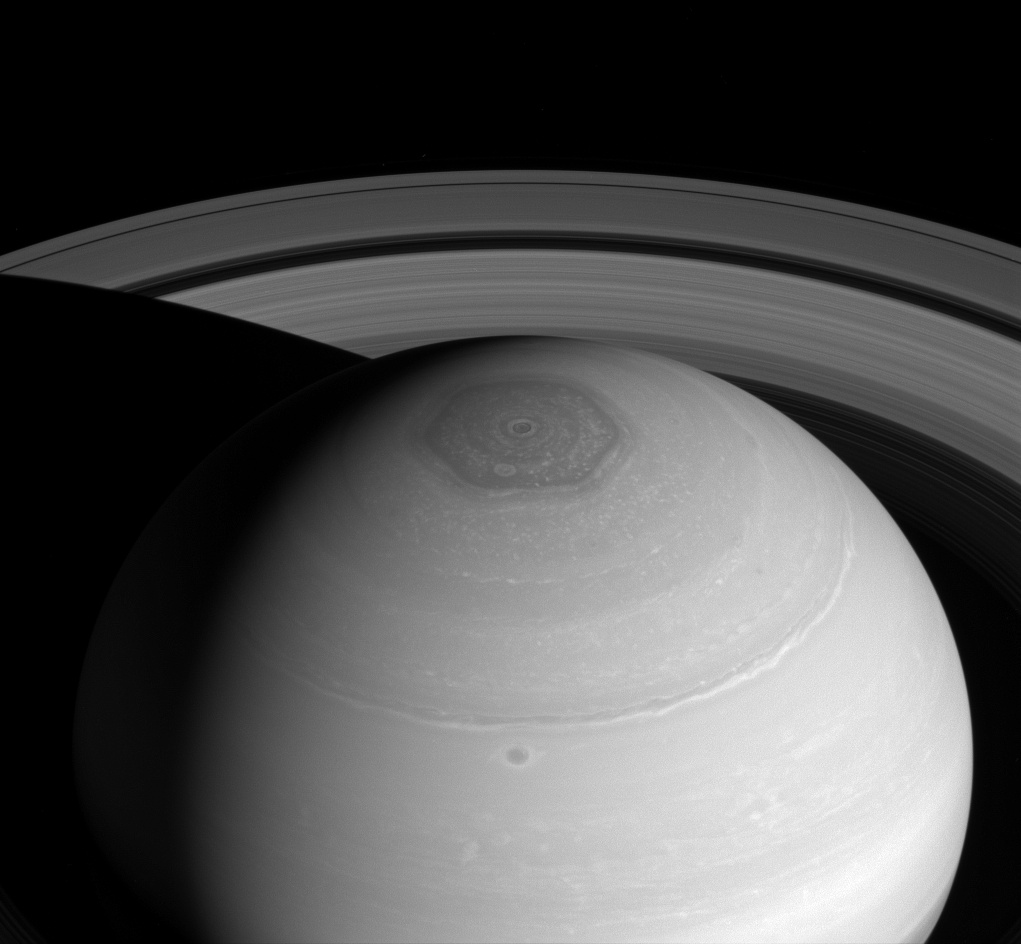
Сатурн — Шестикутник на Північному полюсі та воронка, а також кільця (2-е квітня, 2014).

Шестикутник Сатурна — це постійне велетенське утворення з хмар навколо Північного полюса Сатурна.

## Загальний опис
Шестикутник Сатурна знаходиться на широті приблизно 78°N.
Сторони шестикутника завдовжки 13800 км, що більше ніж діаметр Землі.
Він обертається з періодом 10 г 39 хв 24 с, з таким же періодом Сатурн випромінює радіосигнали зі своїх надр.
Шестикутник не зсувається по довготі, як це відбувається з іншими хмарами в атмосфері Сатурна.
На південному полюсі Сатурна, згідно зі спостереженнями з телескопа Габбла, такого шестикутника немає.
Проте, як над Південним полюсом, так і над Північним всередині шестикутника, є воронки.

## Пояснення феномена
Вчені з Оксфордського університету змогли в лабораторних умовах змоделювати виникнення подібного шестикутника. Щоб з'ясувати, як виникає таке явище, дослідники поставили на стіл, що обертається, 30-літрову ємність з водою. Вона моделювала атмосферу Сатурна та її звичайне обертання. Усередині вчені помістили маленькі кільця, що обертаються швидше за ємність. Це генерувало мініатюрні вихори та струмені, які експериментатори зробили видимими за допомогою зеленої фарби. Чим швидше оберталося кільце, тим більшими ставали вихори, змушуючи прилеглий потік відхилятися від кругової форми. Таким чином вченим вдалося отримати різні фігури — овали, трикутники, квадрати та шестикутник.
Вчені порівняли дані досвіду з тим, що відбувається на Сатурні і висунули припущення, що в його високих північних широтах окремі струменеві течії розігнані саме до тієї швидкості, при якій формується щось на зразок стійкої хвилі — планетарний шестикутник. І хоча дослідження не розкрило походження подібних течій, воно показало, чому вся система стабільно існує.

## Галерея

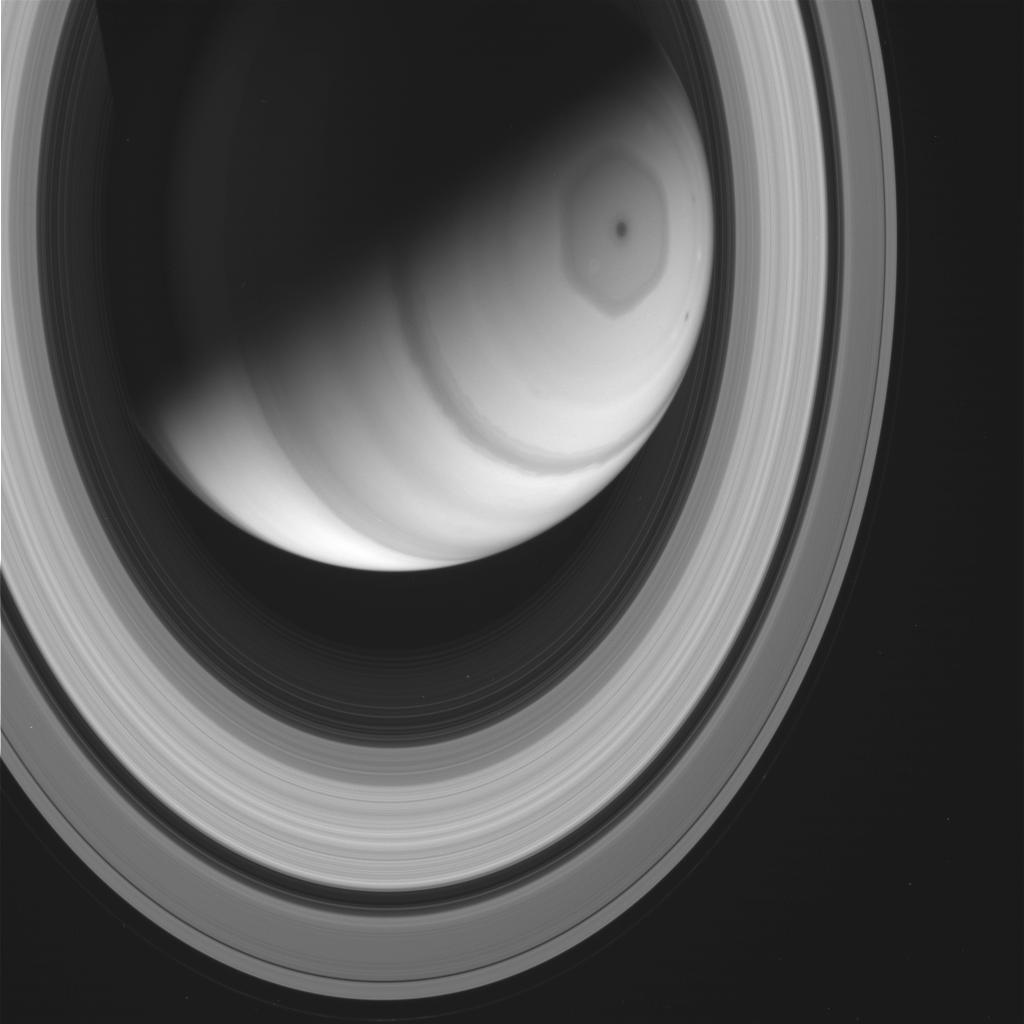
Зображення Cassini від 22 березня 2014 року (MT2 та CL2 фільтри)
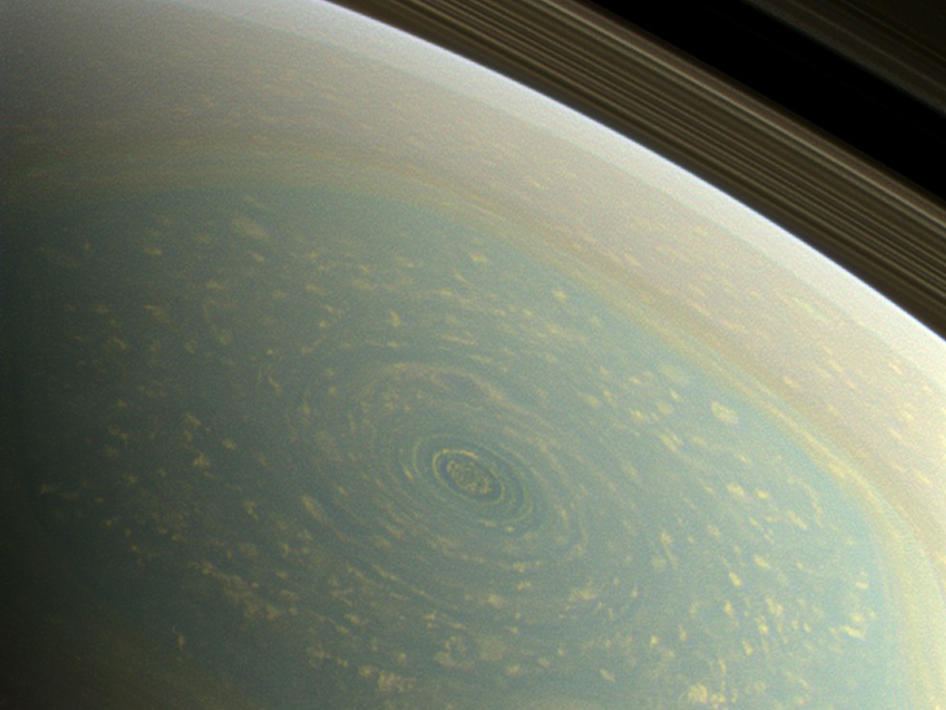
Кольорове зображення (2013)
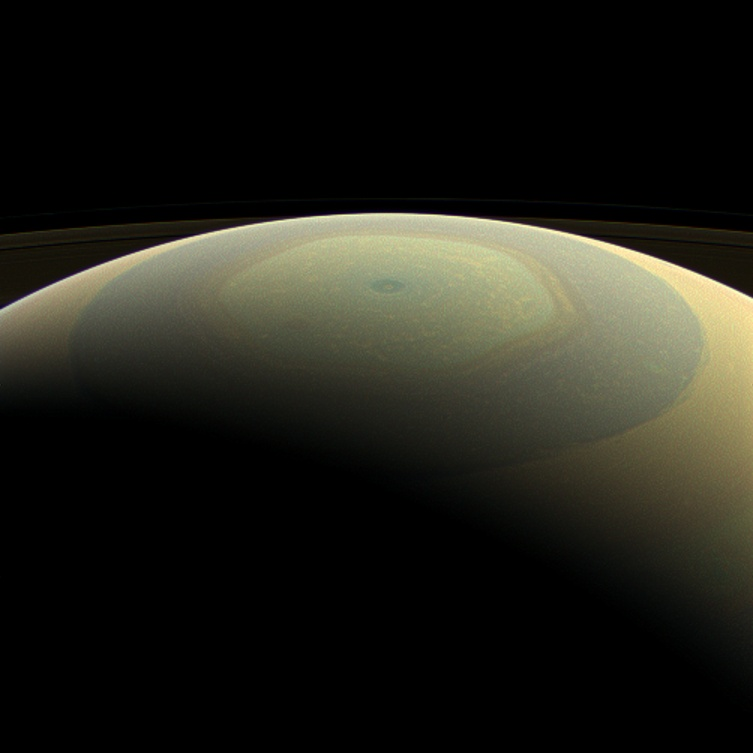
Північний полюс Сатурна, кольорове зображення (2013)
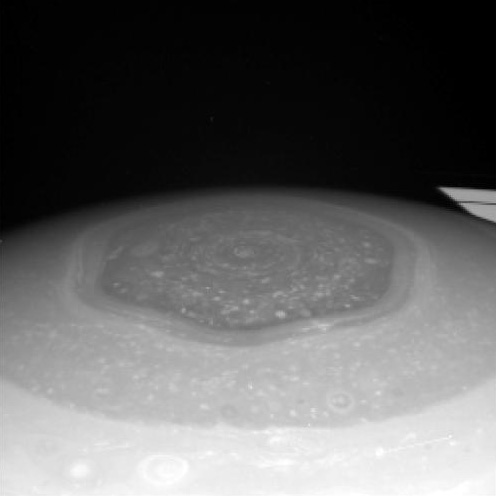
Вид з 630 000 км на довжині хвиль у 938 нм (near-IR)
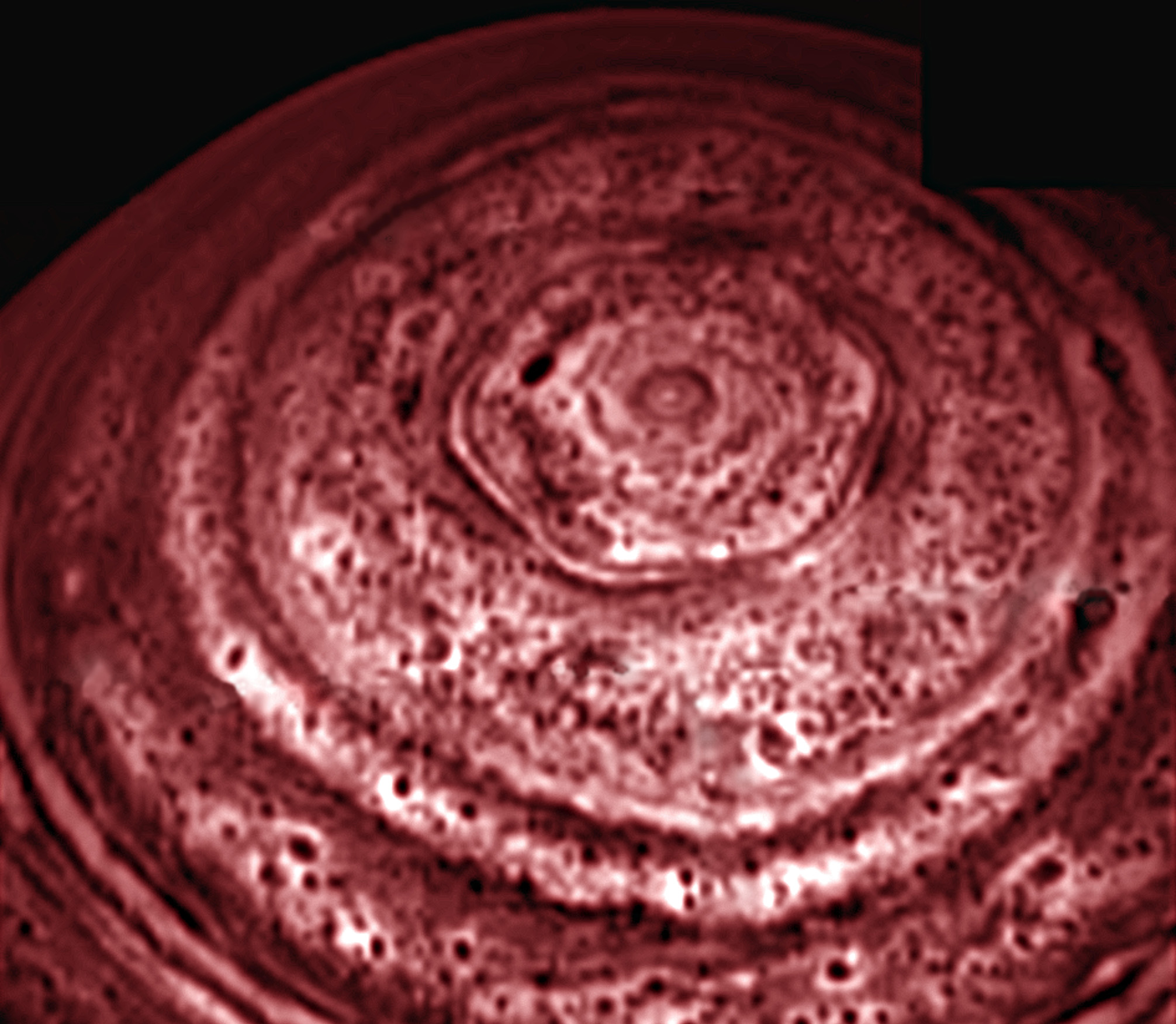
Вигляд в інфрачервоному діапазоні
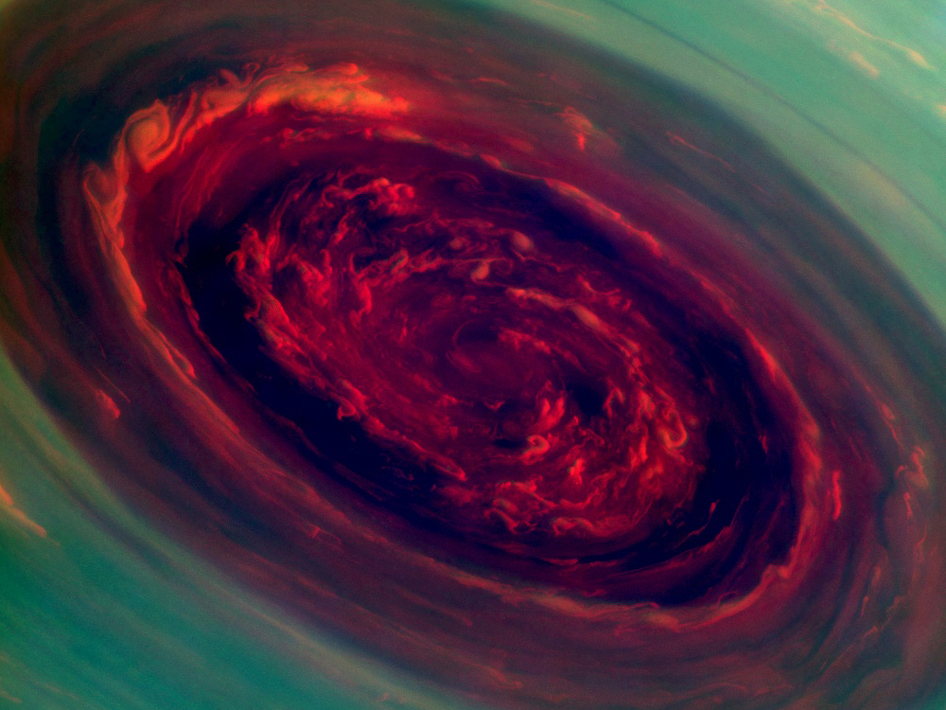
Несправжні кольори зображення

### Анімація

Часовий інтервал полярного шестикутника, якщо дивитися з Кассіні (10 листопада 2006 року)
Анімація полярного шестикутника Сатурна в інфрачервоному діапазоні